# Кримська медаль (Сардинія)
Сардинська медаль за Кримську війну або, більш формально, срібна медаль за військову доблесть для Східної експедиції 1855—1856 років (італ. Medaglia d’Argento al Valor Militare per la spedizione d’Oriente 1855–1856) — медаль за хоробрість, нагороджена королем Сардинії Віктором Емануїлом II за хоробрість під час Кримської війни (1855—1856) проти Російської імперії. Це різновид італійської медалі «За військову доблесть».

## Стрічка і медаль
Срібна медаль із блакитною полив'яною стрічкою. На аверсі зображено корону з лавровою та пальмовою гілками, що оточує герб Савойї, з написом «Al Valore Militare». На реверсі напис «Spedizione d'Oriente 1854—1856» поза лавровим вінком, а ім'я, звання та підрозділ отримувача зазвичай вигравірувані всередині вінка..
Окрім нагород Сардинського експедиційного корпусу та інших солдатів союзників, медаллю було нагороджено 450 спеціально відібраних офіцерів і солдатів Королівського флоту та британської армії. Королева Вікторія дала дозвіл на носіння медалі британським військовослужбовцям у формі.